# Fusako Shigenobu
Fusako Shigenobu (jap. 重信 房子, Shigenobu Fusako), verheiratete Fusako Okudaira (jap. 奥平　房子, Okudaira Fusako); (* 28. September 1945 in Setagaya, Tokio) ist die Gründerin der linksradikalen Terrorgruppe Japanische Rote Armee, die durch das Massaker am Flughafen Lod am 30. Mai 1972 weltweite Bekanntheit erlangte. Sie wurde im November 2000 in Takatsuki festgenommen und 2006 in Osaka für die Mit-Vorbereitung einer Geiselnahme 1974 in Den Haag zu 20 Jahren Haft verurteilt.
2001 gab sie die Auflösung der Gruppe bekannt.
Shigenobu wurde am 28. Mai 2022 aus der Haft entlassen. Zuvor  hatte sie sich wegen einer Krebserkrankung mehreren Operationen unterzogen.